# أمامي أوشيما
أمامي أوشيما هي إحدى جزر أمامي التي تُعتبر جزءً من أرخبيلات ساتسونان في اليابان. يبلغ عدد سكانها 73000 نسمة وذلك حسب إحصائيات سنة 2013. يبلغ ارتفاع المدينة عن سطح البحر قرابة 694 متر. تبلغ مساحتها 712 كم².

## أعلام
- كينجي ميدوري